# John Warburton Paul
Sir John Warburton Paul, GCMG (* 29. März 1916 in Weymouth, Dorset; † 31. März 2004) war ein britischer Gouverneur und repräsentierte Königin Elisabeth II. in den britischen Kolonien Gambia, Bahamas und Britisch-Honduras sowie als Vizegouverneur auf der Isle of Man.

## Leben
John Warburton Paul war ein Gouverneur, der bekannt wurde für seine über 20-jährige Arbeit in den britischen Überseegebieten. Er hatte wahrscheinlich den größten Einfluss auf die Unabhängigkeit Gambias und der Bahamas, die er jeweils als letzter Gouverneur regierte.
Paul studierte an der University of Cambridge. Ab dem 29. März 1962 bekleidete er das Amt des Gouverneurs in Gambia, bis dieses am 18. Februar 1965 seine Unabhängigkeit erklärte. Danach war er bis Februar 1966 für ein Jahr erster Generalgouverneur von Gambia. Sein Nachfolger war der Gambier Sir Farimang Singhateh. Anschließend ging Paul nach Britisch-Honduras (heute Belize), wo er ab 1972 als Gouverneur amtierte.
Paul wechselte dann auf die Bahamas und arbeitete dort für ein Jahr. Er diente als Gouverneur, bis das Land am 10. Juli 1973 unabhängig wurde. Er fungierte noch als Generalgouverneur bis zum Ende des Monates.
Schließlich diente Paul als Lieutenant Governor der Isle of Man von 1974 bis 1980. Dann ging er in den Ruhestand.
Paul heiratete 1946 Kathleen Audrey Weeden, mit der er drei Töchter hatte. Sie starb im Dezember 2004, wenige Monate nach ihrem Gatten.